# Johannes Wirix
Johannes Wirix (Sint-Niklaas, 18 luglio 1997) è un attore e drammaturgo belga.

## Biografia
Wirix è nato in Belgio ed è cresciuto ad Haarlem. Nel 2020 si è diplomato con lode in recitazione al Conservatorio Reale di Anversa. Ha trascorso il terzo anno della sua formazione di recitazione a Roma, nell'ambito di uno scambio Erasmus, presso l’Accademia Nazionale di recitazione Silvio D'Amico. Da allora scrive e si esibisce anche in italiano.
Suo padre è il vescovo vetero cattolico di Haarlem Jan Lambert Wirix-Speetjens.
Nel gennaio 2020 ha vinto il secondo premio del Premio Internazionale Lydia Biondi 2019 a Roma per aver scritto e interpretato il suo monologo 'Sono tutti loro'.
Nelle ultime stagioni, Wirix ha lavorato nel teatro olandese e belga. Nel 2023, Wirix ha recitato nel film ‘Comandante’, una coproduzione italo-belga scritta da Sandro Veronesi ed Edoardo De Angelis. Questo film è uscito il 31ottobre 2023 ed è stato presentato in apertura al Festival del Cinema di Venezia.

## Filmografia
- Comandante (2023) - Jacques Reclercq[4]

## Teatrografia
- Zonderlingen (2021)
- TM, Ontroerend Goed (2021)
- De eeuw van mijn moeder, Het Nationale Theater (2021)
- Leedvermaak trilogie, Het Nationale Theater (2022)
- Tom op de boerderij, Theatergroep Suburbia (2023)

## Riconoscimenti
- Premio Internazionale Lydia Biondi, secondo premio (2020)